# Muricy Ramalho
Muricy Ramalho (São Paulo, 30 de novembro de 1955) é um ex-treinador, ex-futebolista brasileiro que atuava como meio-campista e ex-comentarista esportivo. Atualmente é coordenador de futebol do São Paulo, sendo um dos maiores ídolos da história do clube.
Como técnico, Muricy foi tricampeão do Campeonato Brasileiro de forma consecutiva (2006, 2007 e 2008), igualando-se a Rubens Minelli. Já em 2010, levou o Fluminense ao título nacional, e no ano seguinte, foi campeão da Copa Libertadores da América com o Santos.

## Carreira como jogador
Muricy defendeu na década de 1970 as cores do São Paulo, onde atuou em 177 partidas e marcou 26 gols. Meio-campista, jogava ao lado de Pedro Rocha e Chicão. Com longos cabelos e futebol refinado, foi saudado pela imprensa paulista como mais um dos "sucessores de Pelé". Nesta passagem, foi treinado por nomes como José Poy e Rubens Minelli.
Palmeirense quando criança, em 1965 foi levado por Valdemar Carabina, amigo do pai de Muricy, para o São Paulo. Era tão elogiado quando estava no Infantil que, em 1969, só a sua presença no time do São Paulo que decidiria o campeonato dos dentes-de-leite fez 20 mil pessoas lotar o Estádio Nicolau Alayon, campo do Nacional. Em 1971, com o São Paulo sob o comando de Osvaldo Brandão, treinou pela primeira vez entre os profissionais, mas só fez sua estreia dois anos depois, em 22 de agosto de 1973, em um amistoso contra o União Bandeirante (vitória por 1 a 0), logo após voltar, a pedido da diretoria, de alguns meses emprestado ao Pontagrossense. Segundo o Jornal da Tarde, ele "deveria ser lançado aos poucos, pois, como os outros juvenis que Poy (então técnico do time) está promovendo, não parece ter a estrutura necessária para entrar no time numa fase instável e acertar". Tanto é que sua partida seguinte foi também sua primeira partida oficial, em 10 de novembro, no empate por 2 a 2 contra o Coritiba, pelo Campeonato Brasileiro de 1973.
No ano seguinte, não teve muitas chances na equipe, o que o levou a tomar uma "resolução de ano novo". "Agora você vão ver o que vai acontecer", avisava. "Vem aí o Muricy 75." De fato, em 1975 Muricy estourou. Ganhou peso, passando de 64 para 68 quilos, e foi um dos principais jogadores da conquista do Campeonato Paulista de 1975, sendo considerado a maior revelação do torneio, apesar de ter marcado apenas quatro gols, menos até que o volante Chicão. Ao longo de todo o campeonato, ficou fora de três jogos por contusão e de um porque o técnico Poy decidira poupar os titulares. Entretanto, na decisão contra a Portuguesa, Muricy foi expulso ainda no primeiro tempo, justamente quando era o melhor jogador em campo, por uma entrada dura em Dicá logo depois do gol da Portuguesa que eventualmente levaria o jogo para a prorrogação.
"É verdade que Muricy não atingiu Dicá", disse o árbitro Dulcídio Wanderley Boschilia depois do jogo. "Mas a violência do lance exigiu o cartão vermelho." Muricy foi ao vestiário adversário pedir desculpas a Dicá e lá descobriu que não tinha machucado o adversário. "Eu estava pensando que minha falta tinha sido mais dura", admitiu o jogador. "O Dicá fez mais encenação, a dor foi mesmo muito pequena. Como o juiz estava longe, acabou me expulsando." De qualquer maneira, não conseguiu assistir ao resto da partida e chorou muito no vestiário até o fim do jogo, quando foi procurado por seus colegas de time para comemorar. Perdoado também pela torcida, foi carregado e teve seu nome cantado nas comemorações.
Nessa época, o cabelo comprido de Muricy chamava a atenção não só por destoar dos demais como também por ser criticado pelo técnico José Poy. O jogador chegou a se afastar dos treinos por dez dias depois de brigar para não cortar o cabelo. Na volta, como marcou gols, resolveu "não cortar nunca mais". "Eu era cabeludo, não rebelde", lembraria Muricy em 2008. "Nunca fui rebelde. Sempre obedeci os técnicos."
Ainda naquele ano, Valdemar Carabina profetizava que Muricy seria o titular da Seleção Brasileira na Copa do Mundo de 1978. O problema é que 1976 foi um mau ano tanto para o meia como para o São Paulo. E 1977 foi pior ainda. Na final do primeiro turno do Campeonato Paulista, em 18 de maio, Muricy torceu o joelho direito em uma de suas primeiras jogadas depois de substituir Pedro Rocha no segundo tempo. Ele sentiu uma dor enorme que já indicava o prognóstico pessimista feito pelo médico do clube logo em seguida. No dia seguinte, falava-se em três meses sem treinar, mas a volta de Muricy aos gramados só se daria mais de um ano depois, em 4 de junho de 1978.
Por causa dessa contusão, o jogador ficou de fora de toda a campanha do título do Campeonato Brasileiro de 1977, embora tenha ajudado como lhe era possível. Serginho, artilheiro do time, tinha sido suspenso às vésperas da final contra o Atlético Mineiro e por isso não viajou com a delegação para Belo Horizonte. Mas no dia da partida o presidente do São Paulo, Henri Aidar, ligou para Muricy e pediu que ele fosse à casa de Serginho buscá-lo e levasse-o ao aeroporto, onde pegaria um voo fretado para a capital mineira, a fim de fazer pressão psicológica sobre os atleticanos, que tentavam escalar o também suspenso Reinaldo. A chegada de Serginho inquietou os adversários, que se decidiram por não escalar seu atacante e entraram nervosos em campo.
Nessa época, muitos já o consideravam acabado para o futebol, mas ele seguia indo ao clube para assistir a treinos e jogos, algo incomum para um jogador contundido. Quando voltou a jogar, ainda tinha medo das jogadas mais duras, e entrou em poucas partidas, nenhuma delas como titular. "Sabe o que é?", perguntou, retoricamente, o técnico são-paulino Rubens Minelli. "Fiquei sabendo que o Muricy vem entrando nas partidas para ir se ambientando com os demais companheiros, mas ainda se mostra receoso de que volte a sentir as dores que o obrigaram a ser operado." O treinador cogitava usar Muricy no segundo tempo da estreia na terceira fase do Campeonato Brasileiro, mas não como titular: "Posso colocar o Muricy durante a partida, mas isto se tivermos a felicidade de estar à frente do placar. Seria uma temeridade colocá-lo com o placar igual ou se o São Paulo estiver inferiorizado no marcador."
Não chegou sequer a ser cogitado para a Copa do Mundo prevista por Valdemar. "Essa é a minha maior frustração", confessaria, em 2007, à revista Veja São Paulo. "Era a minha oportunidade", diria, em 2010, ao jornal O Globo. "Faltava um ano, e, com certeza, eu iria. Não iria ser titular, porque o titular era o meu ídolo Zico. Eu iria ser reserva dele. Já estava bom." O primeiro jogo que começou foi só em 10 de dezembro, contra o Corinthians, e só na partida seguinte, contra a Ferroviária, é que atuou durante todos os noventa minutos. Sem conseguir se firmar novamente no time titular, chegou a ser cobiçado pelo Santos, mas o São Paulo pediu alto e não liberou seu passe. "Eles quase não usam o garoto", reclamou um dirigente santista à revista Placar. "Mas na hora de lhe dar uma chance pedem esse dinheirão."
Seu último jogo pelo São Paulo foi em 25 de julho de 1979, pelo Campeonato Paulista, uma derrota por 2 a 0 para o Guarani, no Estádio do Pacaembu, em que entrou no segundo tempo. Cinco dias depois foi anunciado que o São Paulo vendera seu passe por cem mil dólares para o Puebla, do México.
O início não foi fácil, e Muricy demorou um pouco para ajustar seu futebol de toques rápidos à forte marcação mexicana, que ele também era obrigado a exercer. Já adaptado e com um dos maiores salários do clube, ajudou-o a conquistar o Campeonato Mexicano na temporada 1982–83. Após a conquista, ele planejava jogar mais três anos no México e depois voltar ao Brasil.
Na temporada 1983–84, Muricy foi o terceiro artilheiro do Campeonato Mexicano, com 21 gols, sete atrás de Norberto Outes, do Necaxa. "Do ponto de vista técnico, realmente perdi prestígio e fiquei em segundo plano, pois estava começando a carreira quando fui negociado pelo São Paulo", admitiu, nessa época. "Mas, pelo lado financeiro, foi excelente, porque, ainda jovem, fiz um bom patrimônio. Por isso, não tenho do que reclamar. Ainda jogarei novamente no futebol brasileiro e vou mostrar que sei jogar futebol."
Durante suas férias após aquela temporada, veio ao Brasil e chegou a treinar por alguns dias no America do Rio, a partir de 18 de julho, o que levou à especulação de que poderia ser contratado pelo clube. "Gostaria de voltar ao futebol brasileiro", confessou o atleta. "Mas, se isso não for possível, continuo no México, porque tenho prestígio e ganho ótimos salários." No fim de julho, o supervisor Roberto Seabra anunciou que tinha conseguido o empréstimo do passe de Muricy por seis meses, pagando ao Puebla dezessete mil dólares.
Muricy chegou a "dar show" nos treinos do America, o que fez o técnico Antônio Clemente pedir para a diretoria apressar a liberação do jogador com a Federação Mexicana. O técnico queria escalar Muricy, contra o Volta Redonda, mas a demora para a chegada da documentação do México impediu-o: "Se eu tivesse o Muricy neste jogo, estaria resolvido o meu problema, pois ele já mostrou no treino que é capaz de fazer a ligação de jogadas com o ataque com rapidez e eficiência. No coletivo, foi o Muricy quem fez os lançamentos para os três gols do time reserva. Foi o principal responsável pelo resultado."
Ele também tinha outros elogios para o novo contratado. "Antônio Clemente elogiou a capacidade técnica de Muricy, dizendo que ele toca a bola com facilidade, desloca-se com perfeição e chega à área com rapidez", escreveu o jornal O Estado de S. Paulo. "Clemente diz ter certeza de que Muricy será a sensação do Campeonato Carioca." Duas semanas antes, entretanto, logo após a apresentação do meia, Clemente dizia não se interessar por ele, pois o jogador estaria fora de forma.
O atraso na documentação deveu-se ao fato de Muricy ter-se esquecido de registrar uma via de seu contrato com o Puebla, logo quando chegara ao México. Por causa disso, ele ainda corria o risco de sofrer uma suspensão, que os dirigentes do America não acreditavam ser longa. Mesmo assim, com medo de perder os pontos de jogos em que Muricy fosse escalado, o America optou por adiar sua estreia até ter a liberação do departamento jurídico.
Quando finalmente foi liberado, sentiu uma contusão na coxa, em 23 de agosto, e passou a ser dúvida para o jogo que representaria sua estreia, contra o Americano. O médico do clube solicitou, então, repouso, para aumentar suas chances de jogar. Não adiantou, e ele novamente ficou de fora. Quando se recuperou, a tempo de um jogo contra o Flamengo, Clemente avisou que apenas um desempenho excepcional de Muricy nos treinamentos o faria mudar o time que tinha vencido os dois últimos jogos: "Em princípio, estou disposto a manter o time que vem jogando, porque senti que melhora a cada jogo. Mas quero ver como o Muricy se sai no coletivo, para ver se compensa promover sua estreia. É uma possibilidade que não descarto até avaliar sua atuação no treino."
Muricy acabou escalado para o banco de reservas, embora ainda tenha dependido de um exame naquela manhã, devido a dores musculares sentidas na véspera. Sua estreia deu-se no segundo tempo, ao entrar no lugar de Vágner, mas o América foi derrotado por 1 a 0. Na reapresentação dos atletas, dois dias após o jogo, Muricy reclamou de dores na panturrilha e foi vetado para a partida seguinte.
Clemente havia sido demitido em 6 de outubro, e uma das primeiras decisões do novo técnico, Luís Henrique, foi escalar Muricy. O meia elogiou o novo técnico: "Com o Luís Henrique, os jogadores correm menos, porque ele exige que o time ataque e defenda em bloco. Isso foi bom para mim, que jogo mais cadenciado, e para o time em geral, pois seu plano de jogo é fácil de entender." Logo após isso Muricy foi escalado pela primeira vez como titular, e o America derrotou o Friburguense por 3 a 0, com o meia participando do segundo gol e sendo substituído por Gaúcho.
Entretanto, teve sua carreira de atleta abreviada devido a uma sequência de contusões e aposentou-se em 1985, aos 30 anos.
Em 1988, voltou a jogar profissionalmente, desta vez no Grêmio Esportivo Atibaiense, da cidade de Atibaia. Na época, o clube possuía, entre seus sócios, dirigentes do São Paulo. Com isso, na hora de buscar um reforço para o time, que buscava reiniciar na terceira divisão do futebol paulista, a escolha foi por Muricy, que aceitou a missão. Entretanto, sofreu uma lesão grave logo nos primeiros jogos e, sem poder atuar, assumiu a vaga de treinador, que estava em aberto. A experiência durou pouco: apenas dez jogos.

## Carreira como treinador

### Início
Após se aposentar como jogador, treinou o ex-clube Puebla, em 1993, e depois transferiu-se para o São Paulo, para trabalhar com o time infantil. Em abril, comandou o time de juniores em um torneio na França, terminando como campeão. Com a saída de Márcio Araújo do clube, Muricy foi promovido a auxiliar técnico de Telê Santana e chegou a treinar o time de reservas do tricolor que ganhou a Copa Conmebol de 1994, além de assumir o time principal quando Telê estava de férias, geralmente no começo do ano. Em uma dessas ocasiões, em janeiro de 1994, Muricy até ligou para o técnico, de férias em Porto Seguro, e este ditou o time que deveria começar jogando. Quando Telê teve de se aposentar por conta de uma isquemia, Muricy assumiu o time, mas menos de seis meses depois voltou a ocupar a função de auxiliar técnico, sendo substituído por Carlos Alberto Parreira. "Trabalhar com seu Telê foi um privilégio muito grande", admitiria, anos depois. "Acho que as maiores influências que tenho dele são a simplicidade, o sentido de comando e o trabalho individual com os jogadores." Voltou ao comando do time com a demissão de Parreira e caiu novamente em 1997, depois de um mau início no Campeonato Paulista, sendo substituído por Darío Pereyra, que levou o time ao vice-campeonato. Na ocasião, chegou a prometer que voltaria para cravar seu nome na história do clube.
Depois de passar por Guarani, Shanghai Shenhua, da China, e Ituano, chegou ao Botafogo de Ribeirão Preto para o Brasileiro de 1999, com a missão de "revelar garotos", segundo explicou à revista Placar. Pediu demissão após o sétimo jogo seguido sem vitória, um empate em casa com o Sport, na oitava rodada, resultado que manteve o clube na última posição da corrida contra o rebaixamento. "Eu fico triste com a situação, mas tenho consciência de que o melhor para o clube é a minha saída", lamentou Muricy, que ainda disse estar saindo "com a cabeça erguida".

### Portuguesa Santista
Chegou à Portuguesa Santista para o Campeonato Paulista de 2000, a convite de Tata, representante da empresa que tinha passado a administrar o futebol do clube e que, mais tarde, seria auxiliar-técnico de Muricy em vários clubes. "Eu fazia todo o trabalho fora de campo, e ele, dentro", explicaria Tata, onze anos depois. Segundo Arizinho, supervisor do clube à época, Muricy administrou "o maior orçamento da história da Santista". Ele permaneceu mais de um ano no comando do time, sendo demitido apenas em abril de 2001, após sofrer uma goleada por 5 a 0 frente à Matonense, que acabou com as chances de classificação à segunda fase.

### Náutico e Santa Cruz
Voltou a ganhar destaque em 2001, quando assumiu o Náutico pouco após sua saída da Portuguesa Santista. Ele já tivera um convite do Náutico cerca de um ano e meio antes, mas recusou por ter ouvido falar que "o clube não estava pagando ninguém" e no novo convite foi convencido por um amigo, que explicou a nova situação do clube graças à nova diretoria. Para trazer seu preparador físico de confiança, Carlitos Macedo, concordou em pagar de seu bolso os salários dele. Ele ajudou o clube a quebrar um jejum de onze anos sem títulos, justamente no ano do centenário do clube. O título pernambucano também tirou o hexacampeonato do rival Sport. "Eu cheguei e encontrei um time que tinha perdido o Campeonato do Nordeste e estava em terceiro no estadual", contou, poucos dias após o título. "O ambiente estava complicado, tinha pressão da torcida, da diretoria. O que eu mudei foi a atitude dos jogadores, diminuí a ansiedade. Eu conversei com o grupo e passei para eles que só aceitei fazer um contrato de dois meses porque via ali uma possibilidade de conquista."
Ele acabaria ficando apenas quatro meses com o clube, que deixou quando este estava na segunda colocação de seu grupo na disputa da Série B do Brasileiro. Nessa passagem pelo Timbu, acumulou quinze vitórias, seis empates e cinco derrotas, mas, na saída, no final de setembro, criticou a diretoria: "A minoria venceu no Náutico." Ele assumiu o rival Santa Cruz logo em seguida, com a missão de salvar o time do rebaixamento. Em sua estreia, o time foi goleado pelo Atlético Paranaense, em casa, por 5 a 1. Sua campanha à frente do clube foi de cinco vitórias, um empate e sete derrotas, não conseguindo evitar o descenso ao final do torneio.
Em 2002 voltou ao Náutico, e o time foi bicampeão estadual. Por causa deste histórico, Muricy permanece muito estimado pelos torcedores alvirrubros: uma prova disto é que ele é um dos conselheiros do clube.

### Figueirense e Internacional
No Campeonato Brasileiro de 2002, assumiu o Figueirense no lugar de Roberval Davino, com o time correndo sério risco de rebaixamento e conseguiu uma grande reação, que livrou o clube da segunda divisão. Foi contratado para comandar o reformulado time do Internacional de Porto Alegre no começo de 2003. Lá, conquistou o Campeonato Gaúcho de 2003 e fez boa campanha no Campeonato Brasileiro de 2003.

### São Caetano
Pediu demissão ao fim do Brasileiro e assumiu o São Caetano durante o Campeonato Paulista de 2004, que acabou se tornando o único título da história do clube. Muricy contribuiu dando um toque mais ofensivo ao ataque, mas, ao final do torneio, fez questão de lembrar que fora Tite o treinador que montou o time: "Foi ele quem montou o time e escolheu o elenco. Não sou como alguns técnicos que querem aparecer com equipes montadas por outros. O Tite tem muito mérito nesta conquista." No Campeonato Brasileiro de 2004, o São Caetano chegou a liderar na décima rodada, mas, afundado em contusões e na debandada de jogadores importantes, despencou na tabela. O grupo ficou com um clima ruim, que gerou o desgaste do técnico, substituído antes da última rodada do primeiro turno.

### Retorno ao Inter
Doze rodadas depois, estava de volta no comando de um time da Série A, o mesmo Inter que tinha comandado no Brasileirão anterior. Terminou a competição no oitavo lugar. No Campeonato Gaúcho de 2005, levou o time novamente ao título, sua quinta conquista estadual consecutiva. Já no Campeonato Brasileiro de 2005, bateu na trave: ficou com o vice-campeonato, no conturbado episódio da anulação de onze partidas por denúncias de compra de resultados com ajuda da arbitragem. Durante essa campanha, o técnico revoltou-se especialmente com a atuação do árbitro Márcio Rezende de Freitas, que, no jogo contra o Corinthians, não deu um pênalti para o Inter e ainda expulsou o jogador gaúcho envolvido na jogada: "Dá logo a taça para eles, então, caramba! O que mais revolta é que o Márcio não teve coragem de apitar. Ele viu o pênalti e levou o apito até a boca, mas, quando ia apitar, faltou coragem."

### De volta ao São Paulo
Deixou o clube gaúcho ao final do torneio e, em 2 de janeiro de 2006, assumiu o São Paulo, depois de quase nove anos. No começo de 2005, quando o então técnico Emerson Leão pediu demissão, o São Paulo contatou o treinador para ver se havia interesse, mas ele deixou claro que não sairia enquanto ainda tivesse vínculo contratual com o clube gaúcho, Desta forma, o clube contratou Paulo Autuori e Muricy teve que esperar um pouco mais para voltar ao clube do Morumbi. Lá ele conquistou os Campeonatos Brasileiros de 2006, 2007 e 2008. O segundo título veio depois de ele balançar no cargo por causa da eliminação na Libertadores, diante do Grêmio. Quando o São Paulo perdeu para o Atlético-MG em casa na quinta rodada, Muricy colocou o cargo à disposição, mas o presidente do clube, Juvenal Juvêncio, não aceitou sua demissão. A partir de então, o time sofreu apenas mais duas derrotas antes de conquistar o bicampeonato por antecipação e, no começo de 2008, Muricy foi eleito pela Federação Internacional de História e Estatísticas do Futebol (IFFHS), com onze pontos, o décimo quarto melhor treinador do mundo e o primeiro brasileiro da lista. Além disso, renovou seu contrato com o São Paulo até o fim de 2009.
Mesmo assim, com nova eliminação na Libertadores, viu seu cargo ameaçado quando o clube começou a conversar com Zico para assumir o comando técnico. Muricy chegou a ser cogitado para substituir Leão no Santos ou Abel Braga no Internacional e atacou dirigentes que trabalhavam contra ele nos bastidores — "O regime do São Paulo é presidencialista", disse ele em entrevista coletiva em 27 de maio. "Não adianta tentar me derrubar. Quem manda é o Juvenal." —, mas foi mantido. Menos de um mês depois, no final de junho, uma oferta para treinar um time do Catar balançou-o. Ele acabou por recusar a oferta depois de ouvir de Juvenal que tinha a garantia de poder trabalhar até o final do ano. "É como um casal", disse Muricy à época. "Só um pode fazer o que quiser e o outro tem de ser fiel? Essa postura tem de existir dos dois lados. Meu contrato nem tem multa. Só quis que fosse cumprido o que está lá."
Mesmo após a conquista do tricampeonato brasileiro, a oposição a Muricy dentro do São Paulo por parte de alguns diretores continuou, o que se agravou com a derrota para o Corinthians nas semifinais do Paulistão de 2009. Sua relação com os jogadores foi-se deteriorando, e o técnico não resistiu à eliminação frente ao Cruzeiro pela Libertadores, em 18 de junho: na noite do dia seguinte foi demitido por Juvêncio. "Fizemos grandes contratações para a Libertadores", explicou o dirigente João Paulo de Jesus Lopes ao JT. "Não é nenhum demérito a ele, mas chegou o momento de mudança." Seu substituto foi Ricardo Gomes.

### Palmeiras

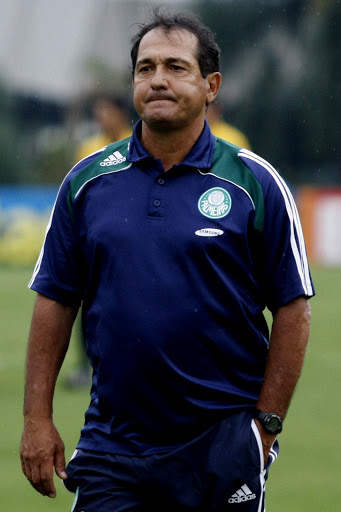
Muricy com o Palmeiras em 2010

Pouco mais de um mês depois, em 21 de julho, o presidente do Palmeiras, Luiz Gonzaga Belluzzo, anunciou em seu Twitter a contratação de Muricy para treinar o time do Palestra Itália em substituição ao interino Jorginho. A contratação deu-se após muitos dias de negociação, inclusive com o próprio Belluzzo anunciando o descarte do treinador por conta do alto salário exigido. Muricy assumia o cargo com o time na liderança do campeonato e declarava que ficaria no Palmeiras por muito tempo, como de seu costume em outras equipes: "Quando visto uma camisa é duro, e é difícil sair. Tenho certeza que vou durar bastante tempo aqui". O Palmeiras chegou a ser líder disparado do Brasileirão 2009, mas o sonho caiu por terra com seguidas derrotas, e até a vaga na Libertadores foi perdida na última rodada do campeonato.
Mesmo assim, Muricy Ramalho emplacou 2010 no Palestra Itália, garantido por Belluzzo, apesar de o vice-presidente de futebol Gilberto Cipullo ter pedido sua demissão. Mas, depois de um começo ruim no Campeonato Paulista, ele começou a ser questionado. Para Daniel Piza, colunista do jornal O Estado de S. Paulo, Muricy "jamais se encaixou na cultura do clube", e sob seu comando "o time passou a jogar de modo mais opaco". Em 18 de fevereiro de 2010, veio a gota d'água: após o Palmeiras ter sido goleado pelo São Caetano por 4 a 1 em pleno Palestra Itália, Muricy Ramalho foi demitido do comando do time alviverde. O técnico encerrou seus oito meses de Palmeiras com treze vitórias, onze empates e dez derrotas em 34 jogos. Como tinha contrato até dezembro, fez um acordo em que receberia metade do salário até lá. Por meio de nota, declarou: "Agradeço o apoio da torcida, que colaborou e sempre me apoiou. Foi um lugar excelente para trabalhar. Não tenho queixas, mas o futebol é assim mesmo."

### Fluminense
Cerca de dois meses após sua demissão no Palmeiras, em 27 de abril, apresentou-se ao Fluminense como novo técnico do clube. Em julho, foi um dos três treinadores cotados para assumir a Seleção Brasileira, por ser bem avaliado pelo presidente da Confederação Brasileira de Futebol (CBF), Ricardo Teixeira e o primeiro a ser convidado por ele para substituir o ex-técnico Dunga. Muricy recebeu convite da CBF para ir ao Itanhangá Golf Club na manhã de 23 de julho para um encontro reservado com Teixeira. Apesar da discrição do encontro, o clube recebeu naquele dia uma etapa do Campeonato Brasileiro de Golfe e havia equipes de jornalistas para cobrir o evento, que fizeram a informação começar a circular. Na saída do local, Muricy respondeu apenas à pergunta se queria ser o técnico da Seleção: "Quero, lógico." Enquanto ele seguia para a sede do Fluminense para uma reunião com o presidente do clube, Roberto Horcades, Teixeira dava entrevistas dando a entender que o acerto com Muricy já tinha sido feito: "Tenho a certeza de que ele pode fazer esse trabalho (de renovação)." Pouco mais tarde, o técnico deu uma entrevista ao portal Terra. "Se o Flu não me liberar, o papo vai ser encerrado", disse. "Eu tenho que dar exemplo para os meus filhos. O Fluminense me buscou em São Paulo, e eu não posso deixá-lo na mão. Se o Flu não liberar, eu não vou."
Horcades, antigo parceiro de Teixeira, rompera com o presidente da CBF alguns meses antes e optou por não liberar Muricy. "É com muito orgulho e respeito que estou aqui para informar a todos que o técnico Muricy Ramalho irá continuar à frente do Fluminense para cumprir o seu compromisso conosco", declarou Horcades por meio do site do clube. "Pessoas do nível do Muricy são muito bem-vindas no mundo do futebol." Sem essa liberação, o técnico recusou o convite de Teixeira. Segundo o Jornal da Tarde, em coluna de Luiz Antônio Prósperi, publicada oito meses depois, outro motivo seria o fato de no contrato com a CBF não constar uma garantia de que Muricy seria mantido no cargo até a Copa do Mundo FIFA de 2014.
Em entrevista dada em julho de 2015, Muricy daria a entender que a bagunça na reunião teria sido o principal motivo para a recusa: "Fomos para um clube de golfe, com um monte de gente. Aí o cara (Ricardo Teixeira) vem, me atende de bermuda e estava uma baita loucura. Ia começar a Copa assim? Ele me chamou para tomar um café e discutir Copa, com garçom vindo toda hora, torcedor com a filha dele. Como se pode ter convicção de que você será o técnico de 2014 e não será atropelado no meio do caminho? Não falamos de salário, comissão técnica nem nada. Foi uma conversa de 3h30 para nada. Se não sentir firmeza, não troco."
No dia seguinte à recusa, um sábado, cerca de quatrocentos torcedores foram ao treino do Fluminense, fizeram grande festa quando o treinador entrou em campo e cantaram palavras de apoio a ele ao longo das atividades. O técnico, entretanto, reagiu com indiferença. Tal indiferença não seria mostrada no domingo, em partida contra o Botafogo: quando a torcida, que levou cartazes de agradecimento, começou a cantar seu nome, ele acenou de volta e, segundo o Jornal da Tarde, pareceu "comovido".
Por meio de sua assessoria de imprensa, ele divulgou um comunicado agradecendo o convite: "Como pai, o dever de cumprir aquilo que está acertado é a mensagem que passo aos meus filhos e, em nome disso, que mantenho sempre a minha postura e posições em minha vida. Quero dizer à direção do Fluminense que também respeito a decisão do clube e de seu patrocinador e que entendo a posição adotada." Quem ficou com o cargo foi o técnico do Corinthians, Mano Menezes, a quem Muricy desejou "sorte e sucesso". "Nós devemos ter, no futebol brasileiro, trinta, quarenta, cinquenta excelentes profissionais", disse Mano, em entrevista coletiva. "Se eu sou o segundo, estou bem colocado. E fui o segundo para o Muricy, que admiro muito como pessoa." Já a CBF publicou um texto em seu site que, para o jornal Folha de S.Paulo, seria uma "alfinetada" em Muricy: "Ele (Mano) mostrou coragem e também orgulho por ter a oportunidade que (sic) todo técnico sonha, que é dirigir a seleção brasileira."
Muricy acabaria por conquistar seu quarto título do Campeonato Brasileiro, sendo eleito, ainda, no Prêmio Craque do Brasileirão de 2010, pela quinta vez, o melhor treinador do Brasil. Pediu demissão do clube no dia 13 de março de 2011, logo após o empate por 0 a 0 num clássico Fla-Flu, válido pelo Campeonato Carioca.

### Santos
Em 5 de abril, assinou com o Santos, embora só fosse começar a trabalhar dois dias depois, já após a partida do clube contra o Colo-Colo, pela Libertadores. A princípio, ele queria esperar um mês após a saída do Fluminense, para acertar com outro clube ("para tirar o Fluminense do corpo", como disse, à época), mas disse ter antecipado em "quatro, cinco dias" a decisão devido à situação do clube, em terceiro lugar em seu grupo na Libertadores, após o primeiro turno da segunda fase. Em seu contrato, além dos salários, estavam previstas premiações por conquistas que poderiam somar mais de onze milhões de reais apenas nas competições de 2011. "Venho para ganhar títulos", disse. "Se quisesse ganhar mais dinheiro, teria ficado no Fluminense."
Muricy assumiu o time em situação delicada na Libertadores. Seu primeiro jogo foi uma difícil vitória sobre o Cerro Porteño por 2 a 1, no Paraguai, com três jogadores suspensos: Neymar, Zé Love e Elano, este último expulso quando já estava no banco de reservas. Ganhou também o outro jogo que restava na fase de grupos e conduziu bem o time no mata-mata do Paulistão, levando o título após a decisão contra o Corinthians. Muricy também mexeu na defesa e chegou a ficar catorze jogos invicto após assumir o Santos. Essa invencibilidade acabou em uma derrota diante do Botafogo, com o time reserva, na segunda rodada do Brasileirão, em virtude da disputa da Libertadores. Conduziu o time pelo mata-mata da Libertadores até a conquista do título, sobre o Peñarol, do Uruguai.
No início de dezembro, pouco antes do embarque para a disputa da Copa do Mundo de Clubes da FIFA, Muricy anunciou a renovação de seu contrato com o Santos até o fim de 2012, após mais de um mês de negociações. O acordo tinha uma cláusula que previa cancelamento automático do contrato caso a oposição ganhasse a eleição para a presidência santista, no dia seguinte. "A vontade do clube era fazer um contrato mais longo, mas acho que está bom assim", contou Muricy. "Se houver interesse em prolongar o contrato, voltaremos a conversar no meio do ano." O novo salário não foi divulgado, mas o Jornal da Tarde presumiu que tenha havido "um bom reajuste".
Pouco após o Santos ser eliminado da Libertadores de 2012 pelo Corinthians, surgiram especulações de que o São Paulo poderia contratar Muricy, dispondo-se, inclusive, a pagar a elevada multa de seu contrato. Com isso, a diretoria santista apressou-se em dar início à nova renovação do contrato do treinador, que venceria no fim do ano. "Muricy está feliz no Santos, e o Santos está feliz com o Muricy", avisou o vice-presidente Odílio Rodrigues Filho. "Ele é um técnico diferenciado, e temos todo o interesse em mantê-lo para 2013." O técnico confirmou que já estava sendo negociada uma extensão de um ano em seu contrato. Esse prazo seria para não correr o risco de o clube ser "obrigado" a mantê-lo no cargo a contragosto em caso de um acordo muito longo. Ele também achou normal que seu nome fosse especulado pelo São Paulo: "O Santos tem interesse, está contente com o meu trabalho e eu não quero sair porque também estou muito contente e feliz no clube. Então, deve acontecer a renovação. É natural lembrarem do meu nome lá (no São Paulo), porque tive uma passagem muito boa pelo clube. Tenho muitos amigos lá que querem a minha volta."
A "renovação" foi acertada verbalmente em 15 de julho, mas apenas dez dias depois o contrato foi assinado, rescindindo o antigo. Conforme previsto, o novo acordo tinha validade até dezembro de 2013. Como já havia ocorrido nos dois outros contratos do treinador com o Santos, a remuneração seria menor do que a que ele tinha no Fluminense, mas as premiações por títulos e classificação para a Libertadores seriam altas. Segundo o JT apurou, Muricy só aceitou renovar o contrato após ter a certeza de que Neymar não deixaria o clube no ano seguinte. O contrato previa a dispensa de uma multa caso o técnico seja chamado para ocupar o mesmo cargo na Seleção Brasileira.
Depois de ter enfrentado uma internação devido a uma diverticulite, em abril de 2013, que o deixou afastado por três dias, Muricy passou a cogitar a abreviação da carreira. "Hoje está tudo bem, mas, quando eu tive o problema, fiquei preocupado", confessou o treinador. "Toda pessoa que trabalha com o futebol sabe que é complicado. A gente fica muito longe da família, esposa, e, aí, quando você vai ao hospital, fica pensando: 'A gente não vive nunca com a família.' Fiz um monte de exames, soro… Tudo bem, o futebol deu-me muita coisa, mas também me tira muito, demais! E a gente pensa muito se vale a pena tudo isso." O treinador falou até em tirar dois ou três meses de férias no início de 2014, independentemente do fato de continuar ou não no Santos, como fazia Telê Santana no São Paulo.
Para parte dos dirigentes do clube, o técnico estava "desgastado, caro e pressionado por parte da torcida", mas esses mesmos dirigentes achavam que não havia, no mercado, substituto à altura. Já era certo que a diretoria não se apressaria para renovar seu contrato, e a doença foi citada como motivo pelo presidente em exercício do clube, Odílio Rodrigues, que aconselhou Muricy a "repensar" sua carreira. Poucos meses antes, ele tinha dado entrevista em que falava em se aposentar no Santos: "Não quero sair. Achei o lugar de que gosto. A diretoria quer fazer um projeto de aposentadoria, e acho que vou aceitar e me aposentar aqui." Entretanto, em 31 de maio, pouco menos de duas semanas após perder a decisão do Campeonato Paulista, foi demitido, no que foi chamado, pela diretoria, de início de "um processo de reformulação no clube". Em coletiva dada no dia em que foi anunciada a demissão, Rodrigues contou que a decisão havia sido tomada no dia anterior e comunicada ao técnico: "Eu estava em São Paulo, e conversamos com Muricy ontem à noite. Foi uma conversa cordial, e avisamos que não contaríamos mais com o trabalho dele, que foi muito vitorioso para o Santos nestes últimos anos. Entendemos que o ciclo vitorioso do técnico começou a ter um decréscimo de resultados e isso fez-nos decidir por essas mudanças."
O anúncio oficial só teria sido feito após as duas partes chegarem a um acordo sobre o parcelamento da multa contratual. Entretanto, alguns dias depois, o UOL Esporte publicou matéria informando que Muricy teria ficado "extremamente irritado ao ser demitido por telefone e, por isso, [prometia] endurecer em relação à intenção do clube em amortizar o valor da multa rescisória prevista em contrato". Ainda segundo a matéria, Muricy já teria avisado ao Santos que não abriria mão de receber a multa contratual integral. A direção do Santos confirmou a demissão por telefone, explicando que tinha convidado o técnico para uma reunião no clube, porém ele não pôde comparecer e mandou seu agente. O clube não se posicionou a respeito da multa, citando uma cláusula de confidencialidade no contrato.
O Santos passou a ser dirigido interinamente por Claudinei Oliveira, técnico da equipe Sub-20, e o Santos cogitava a contratação do argentino Marcelo Bielsa, recém-saído do Athletic Bilbao.
Três semanas após o anúncio, Muricy deu entrevista ao canal BandSports, reclamando da maneira como foi demitido. "Faltou experiência a eles em relação a isso", protestou o treinador. "A coisa que não foi legal foi que não me despedi das pessoas, da comissão técnica e dos funcionários. Não houve maldade, não. São pessoas do bem. Aconteceu que não estava no momento. Estou no futebol há muitos anos e a gente sabe que despedir pessoalmente assim é importante." Ele também falou de seus resultados nos mais de dois anos no comando do Santos: "Fui campeão quatro vezes. Imagina esses números na Inglaterra? Em dois anos, seis finais. Eles me dariam um contrato de dez anos, e aqui a gente é mandado embora. É assim mesmo."

### Terceira passagem pelo São Paulo
O São Paulo cumpriu fraca campanha no primeiro turno do Campeonato Brasileiro de 2013, ocupando posição na zona do rebaixamento. O técnico Paulo Autuori foi demitido após a derrota por 2 a 0 para o Coritiba, válida pela última rodada do primeiro turno, e Muricy foi anunciado logo em seguida, no dia 9 de setembro. Foi a segunda vez que o técnico foi contratado pelo São Paulo para substituir Autuori, embora na primeira vez a substituição tenha ocorrido imediatamente após um título mundial, situação bastante diferente da que Muricy encontraria desta vez. "Voltei mais pelo apego da torcida", contou. "Não pelo contrato, que não foi um baita contrato. Quando o telefone tocou, não deu para falar não. O contrato foi feito em cinco minutos."
Muricy já tinha sido cogitado para a direção técnica são-paulina em julho, quando da contratação de Autuori, especialmente devido aos pedidos da torcida. À época, o presidente Juvenal Juvêncio explicou: "Temos um grande respeito pela torcida, mas ela é movida à paixão. Administração é razão. Há uma dicotomia frontal, definitiva nisso. À medida em que a torcida pede o Muricy, cria um ambiente altamente favorável para esse tipo de pergunta. Mas o São Paulo tem um gestor. Tem gente que gosta e gente que não gosta. E o gestor disse que é o Autuori. Eu perguntaria a esses cidadãos: 'Por que não o Autuori?'" Segundo o jornal Lance!, o perfil "conciliador" de Autuori acabou por não resolver o problema em campo, e Muricy seria "a última cartada" da diretoria para evitar o inédito rebaixamento.
Em sua primeira entrevista após reassumir, o técnico demonstrou sua expectativa: "É um momento por que nunca vi o São Paulo passar, não há experiência disso. Volto a repetir: menos discurso, mais trabalho. A única coisa que melhora a situação é resultado. Fazer jogador entender que não existe ninguém mais importante que o clube. Hoje, o clube está nessa situação, e temos de tirá-lo dela de qualquer maneira." Encerrada a entrevista coletiva, ele já comandou o primeiro treinamento no centro de treinamento do clube, fazendo algumas alterações na equipe e armando-a no esquema 4–2–3–1.
Após 1 546 dias desde a última vez que comandara o São Paulo, Muricy reencontrou-se com a torcida, que esgotou a carga de ingressos para a partida contra a Ponte Preta, no dia 12. "Vai ser difícil", explicou o treinador, quando questionado sobre o momento em que seu nome fosse gritado em coro. "Com certeza, um momento muito importante." De fato, a torcida já começou a gritar seu nome muito antes do início do jogo. Ao longo do jogo, Muricy ficou em pé à frente do banco de reservas e vibrou menos do que de costume, embora sem deixar de gesticular. A vitória por 1 a 0 não tirou a equipe da zona de rebaixamento, mas diminuiu a distância para o 16.º colocado de quatro para dois pontos. Ela também serviu para o técnico igualar o número de vitórias de Telê Santana pelo clube. "Igualar o Telê em alguma coisa forte, para mim, é absurdo, porque o Telê foi um dos melhores de todos", lembrou. No dia 15 de setembro de 2013, em jogo valido pelo Campeonato Brasileiro, o São Paulo bateu o Vasco em São Januário, e, após seu segundo jogo sob o comando de Muricy Ramalho, deixou a zona de rebaixamento, subindo para a 16.ª posição e respirando aliviado depois de mais de um mês e meio na zona da degola.
Após colecionar importantes vitórias, como um 2 a 0 sobre o futuro campeão Cruzeiro, no Mineirão, Muricy foi um dos principais artífices na recuperação são-paulina: o time saiu do "Z-4" e terminou o Brasileirão no meio da tabela — quando assumiu, a equipe possuía 54% de chances de cair à Série B. O treinador conseguiria resgatar também o bom futebol de Paulo Henrique Ganso, que se tornou o grande "maestro" do elenco, e de Maicon, tido como atleta que "trata bem a bola" pelo próprio treinador.
Nesta terceira passagem, Muricy também espantou alguns estigmas que permaneciam vivos desde a segunda, entre 2006 e 2009. Se, antes, o treinador era responsabilizado por incentivar "chuveirinhos" na área adversária, o que, de acordo com rivais, tornava o São Paulo um time de uma só jogada, e por dar pouca chance a revelações, sua versão 2013 refutou ambas as "acusações": além de nunca ter tido a bola aérea como principal jogada, segundo o instituto Datafolha, ele deu diversas oportunidades a jovens como Rodrigo Caio e Ademilson, que haviam brilhado nas Seleções Brasileiras de base. O treinador também abriu mão de seu velho 3-5-2 e, por conta dos atletas à sua disposição, passou a atuar no 4-2-3-1, esquema mais utilizado no futebol até então.
Em 7 de dezembro, Muricy renovou por mais duas temporadas com o clube, em teoria garantindo sua estadia no Morumbi até dezembro de 2015.
O ano de 2014 começou turbulento, com a eliminação tricolor para o Penapolense, nas quartas de final do Campeonato Paulista. No entanto, Muricy foi mantido no cargo e conseguiu montar uma equipe competitiva para o Campeonato Brasileiro, chegando ao vice-campeonato. Ele também levou o São Paulo às semifinais da Copa Sul-Americana, onde perdeu nos pênaltis para o Atlético Nacional.
Em 6 de abril de 2015, após a derrota por 2 a 0 para o Botafogo de Ribeirão Preto, Muricy deixou o comando do São Paulo, em comum acordo com a diretoria. Diversos foram os motivos para a sua queda: fragilidade tática do time, falta de padrão, escolhas do treinador e saúde debilitada. Durante essa passagem pelo São Paulo foram 109 jogos, com 58 vitórias, 22 empates e 29 derrotas. "Preciso neste momento dos devidos cuidados com a minha saúde", disse o treinador, por meio de uma nota oficial. "Não é um adeus, é um até breve pela relação que tenho com o São Paulo."
Em julho, deu uma entrevista ao jornal O Estado de S. Paulo, em que disse não estar sentindo falta do futebol durante seu afastamento. "Estou me estranhando", avaliou. "Porque até agora não estou com vontade de voltar. Até falei para a minha mulher que isso está esquisito. Não sou assim. A essa altura, no passado, estaria doente para voltar depois de uma semana. Agora não estou." Ele disse ter recusado três propostas para treinar times da Série A e garantiu que ficaria parado pelo menos até dezembro.

### Flamengo
| “                                                | "É um desafio grande, tinha outras propostas, até no sentido financeiro melhor, estrutura até melhor. Mas estou em uma fase na carreira em que quero passar no lugar e deixar alguma coisa, e no Flamengo tem muita coisa para fazer. É um contrato longo, estão organizados, o Flamengo é um time organizado e é um time profissional, que respeita a parte da gestão, e é nisso que estou acreditando." | ” |
| — Muricy Ramalho, sobre ter escolhido o Flamengo | |   |

Em novembro de 2015, em entrevista ao programa Bate-Bola, da ESPN, Muricy revelou que foi procurado por quatro grandes brasileiros, mas que optou pelo clube que mais precisaria dele: "Optei pelo clube no qual terei autonomia e liberdade para unificar todas as categoria de base, e achar um modelo. Isso falta ao futebol brasileiro." Em dezembro, logo após a confirmação da reeleição de Eduardo Bandeira de Mello como presidente do clube, Muricy foi confirmado como técnico do Flamengo para a temporada de 2016.
Carlos Eduardo Mansur, jornalista do SporTV, afirmou que Muricy Ramalho chegou ao clube carioca com duas prioridades: melhorar a estrutura do departamento de futebol rubro-negro e criar um padrão de jogo para todas as categorias. Para unificar o estilo de jogo e o sistema tático de todas as categorias do Flamengo, pela manhã ele vai trabalhar o profissional e, à tarde, com a base.
| “ | "A gente vai tentar desenvolver na base o projeto de explicar para treinadores e diretorias a busca por uma maneira de jogar, uma filosofia de jogar. Vamos unificar, mesmo. O profissional, sub-15, o sub-8. Fui estudar fora para pegar um método, um modelo." | ” |
| — Muricy Ramalho, sobre seu plano de unificar o padrão de jogo em todas as categorias de futebol do Flamengo | |   |

Em 17 de maio de 2016, Muricy sentiu-se mal, e exames detectaram um quadro de fibrilação auricular, mesmo problema que o havia acometido em setembro de 2014, levando-o na época a uma internação na UTI. Ele anunciou sua saída do Flamengo no dia 26 de maio de 2016, citando preocupações com a saúde. Muricy esteve no comando da equipe rubro-negra em 26 jogos, alcançando 57,7% de aproveitamento.

## Estilo de jogo
Muricy acredita que "técnico às vezes atrapalha o time". Ele é da escola de treinadores no Brasil que acreditam que uma equipe só precisa da mão do comandante se não tiver talento para decidir — como o São Paulo tricampeão brasileiro. Se há o craque, basta arrumar o sistema defensivo e deixar o instinto e a habilidade resolverem na frente. Assim ganhou outro Brasileiro e a Libertadores, com Conca e Neymar desequilibrando. Por isso, ele costuma apostar na manutenção de um esquema ou de jogadores que produziram resultados.
Ele também é um "viciado em futebol" e costuma dizer que assiste a todas as partidas que pode na televisão, desde campeonatos europeus e Série B a torneios menos cotados. Por ter esse "vício", Muricy costuma fazer um estudo meticuloso dos rivais, analisando os jogos anteriores dos adversários, o que acaba consumindo muitas noites de trabalho do treinador. Munido de informações, costuma direcionar treinos e até mesmo mudar posicionamento e escalação de seu time para anular virtudes e pontos fortes do oponente.
Em seus trabalhos como treinador até 2011, Muricy ganhou um rótulo que estigmatizou seu trabalho até ali, que ficou conhecido por "Muricybol", marcado por uma defesa sólida — com apreço por três zagueiros — e eficiência na jogada aérea, com todos os jogadores colaborando sem a bola. apostando em bolas jogadas na área para achar gols, geralmente de cabeça. Assim, seus times ficaram conhecidos por ser eficientes e bem armados, seguindo à risca um estilo de jogo burocrático e previsível. Com o tempo, porém, seus times costumam ficar "manjados" pelos adversários e deixam torcedores e dirigentes descontentes.
Porém, depois de perder para o Barcelona por 4 a 0, com o Santos de Neymar, na final do Mundial de Clubes de 2011, Muricy passou a adotar um novo estilo de jogo nos times que treinou. Ele deu uma entrevista logo após o jogo dizendo que gostaria que seus times tivessem um pouco mais do toque de bola característico da equipe catalã. Seus times, então, passaram a ter mais posse de bola, dar menos chutes a gol e fazer menos gols de cabeça.
Assim, na sua terceira passagem pelo São Paulo, seu time atuou no 4-2-3-1 e foi elogiado por priorizar o toque de bola. As críticas, no entanto, vieram justamente por faltar objetividade na posse de bola.
Em outubro de 2015, Muricy fez uma espécie de "estágio" de 12 dias na sede do Barcelona, onde ele pode visitar e conhecer toda a logística e estrutura do clube. Para o comentarista da SporTV, Carlos Eduardo Lino, este período foi bastante proveitoso.
| “ | "A gente passou a ver nos times de Muricy algumas coisas que a gente não via. O mais importante é a aceitação. Ele passou a aceitar muito mais a interferência da comissão técnica, de profissionais qualificados, de outros métodos. Porque o problema do treinador 'cabeçudo' brasileiro é não aceitar equipe. Ele não precisa ser o dono de todo conhecimento." | ” |

Em três meses no Flamengo, as estatísticas sugerem que realmente seu time tem jogado "muito mais ao estilo tiki-taka do que 'Muricybol'".

#### O "Muricybol"
Segundo o jornalista Mauro Cezar Pereira, da ESPN, as características do "Muricybol" seriam:
- defesa sólida, forte, eventualmente com três zagueiros;
- volantes combativos e implacáveis; se tiverem bom passe, melhor;
- simpatia por zagueiros-laterais, como Breno e Paulo Miranda;
- jogadores altos;
- apertou? Bola pro mato, porque o jogo é de campeonato;
- capacidade para "cavar" faltas que permitam ameaçadores cruzamentos sobre a área inimiga;
- especialistas em alçar a bola na área rival, como o meio-campista Jorge Wagner;
- minimizar os próprios erros ao extremo, não se expor;
- explorar os erros rivais ao máximo, se aproveitar de quem se arrisca, se expõe;
- se tiver no time um jogador que desequilibre, use-o ao extremo; casos de Darío Conca, no Fluminense, e Neymar, no Santos, quando o time adotava o "4-2-3-bola-no-Neymar";
- e finalmente, claro, eficiência na jogada aérea, ofensiva e defensiva.

## Comentarista esportivo
Em 8 de novembro de 2016, foi anunciado como novo comentarista do SporTV. Estreou na transmissão do jogo entre Brasil e Argentina, no dia 10, no Mineirão.
Na TV Globo e no SporTV, participou das transmissões e no programa Globo Esporte e teve o quadro "Muricy Aleatório". O ex-treinador ficou até 14 de dezembro de 2020, quando deixou a emissora para assumir um cargo na diretoria do São Paulo a convite dos candidatos à presidência do clube.

## Estatísticas

### Como treinador
| Clube                             | Jogos | Vitórias | Empates | Derrotas | Aproveitamento |
| --------------------------------- | ----- | -------- | ------- | -------- | -------------- |
| São Paulo (1994–1997 e 2006–2009) | 474   | 255      | 124     | 95       | 61,1%          |
| Figueirense (2002)                | 131   | 81       | 23      | 27       | 59,6%          |
| Internacional (2003 e 2004–2005)  | 166   | 88       | 35      | 43       | 60,0%          |
| São Caetano (2004)                | 2     | 2        | 0       | 0        | 100%           |
| Palmeiras (2009–2010)             | 34    | 13       | 11      | 10       | 49,1%          |
| Fluminense (2010–2011)            | 54    | 28       | 15      | 11       | 61,1%          |
| Santos (2011–2013)                | 150   | 72       | 42      | 36       | 57,3%          |
| Flamengo (2016)                   | 26    | 13       | 6       | 7        | 57,7%          |

## Títulos

### Como jogador
São Paulo
- Campeonato Brasileiro: 1977
- Taça dos Campeões Estaduais Rio-São Paulo: 1975
- Campeonato Paulista: 1975
- Taça Cidade de São Paulo: 1975
- Taça dos Invictos: 1975
- Torneio Laudo Natel: 1976
- Torneio Nunes Freire: 1976

Puebla
- Campeonato Mexicano: 1982–83

### Como treinador
São Paulo
- Copa CONMEBOL: 1994
- Torneio Rei Dadá: 1995
- Troféu Achille e Cesare Bortolotti: 1995
- Copa Master da CONMEBOL: 1996
- Copa dos Campeões Mundiais: 1996
- Taça Governador do Estado de São Paulo: 2006 e 2007
- Campeonato Brasileiro: 2006, 2007 e 2008
- Taça dos Invictos: 2007

Shanghai Shenhua
- Copa da China: 1998
- Supercopa da China: 1998

Náutico
- Campeonato Pernambucano: 2001 e 2002

Internacional
- Campeonato Gaúcho: 2003 e 2005

São Caetano
- Campeonato Paulista: 2004

Fluminense
- Campeonato Brasileiro: 2010

Santos
- Campeonato Paulista: 2011 e 2012
- Copa Libertadores da América: 2011[150]
- Recopa Sul-Americana: 2012

### Como coordenador técnico
São Paulo
- Campeonato Paulista: 2021
- Copa do Brasil: 2023
- Supercopa Rei: 2024

### Prêmios individuais
- Melhor Treinador do Campeonato Brasileiro: 2005, 2006, 2007, 2008 e 2010
- Melhor Treinador do Campeonato Brasileiro (Troféu Mesa Redonda): 2010